# Biennale di Firenze
Die Biennale di Firenze, auch bekannt als Florence Biennale und Biennale Internazionale dell’Arte Contemporanea, ist eine seit 1997 zweijährlich stattfindende Kunstmesse in Florenz.

## Konzeption
Die Biennale findet im historischen Gebäude Fortezza da Basso statt, welches als Messegelände ausgebaut ist. Gezeigt werden vorwiegend Arbeiten von zeitgenössischen Künstlern, die weltweit dazu eingeladen werden oder sich selbst bewerben. Die kuratierende Jury Arte Studio wählt im Vorfeld einen, meist bekannten, Künstler aus, der auf der Biennale mit einem Karrierepreis ausgezeichnet wird. So wurde zum Beispiel das Künstlerpaar Christo und Jeanne-Claude 2005 mit dem Premio „Lorenzo il Magnifico alla Carriera“ prämiert.

## Kritik
Vielfach wird kritisiert, dass die Aufmachung und die Namensähnlichkeit zur Biennale di Venezia suggeriert, dass es sich um eine Kunstausstellung handelt. Dabei wird versucht, zu verschleiern, dass es sich um eine kommerzielle Kunstmesse handelt, für die ein Teilnehmer bezahlen muss.
Teilnehmer berichten von mangelnden Besuchern und überzogenen Preisen.